# 北朝鮮によるミサイル発射実験 (2013年)
2013年の北朝鮮によるミサイル発射実験（きたちょうせんによるミサイルはっしゃじっけん）では、北朝鮮が2013年5月18日から5月20日にかけて連続3日間にわたり発射したミサイルについて記述する。

## 発射状況
北朝鮮は2013年5月18日から20日の3日間に渡り、短距離ミサイルまたはロケット砲と見られる飛翔体を朝鮮半島東側から海上に向け計6発発射させた。
- 2013年5月18日 - 3発発射[1][2]
- 2013年5月19日 - 1発発射[3][4]
- 2013年5月20日 - 2発発射[5][6]